# Drepanogynis tigrinata
Drepanogynis tigrinata là một loài bướm đêm trong họ Geometridae.